# Gnawa

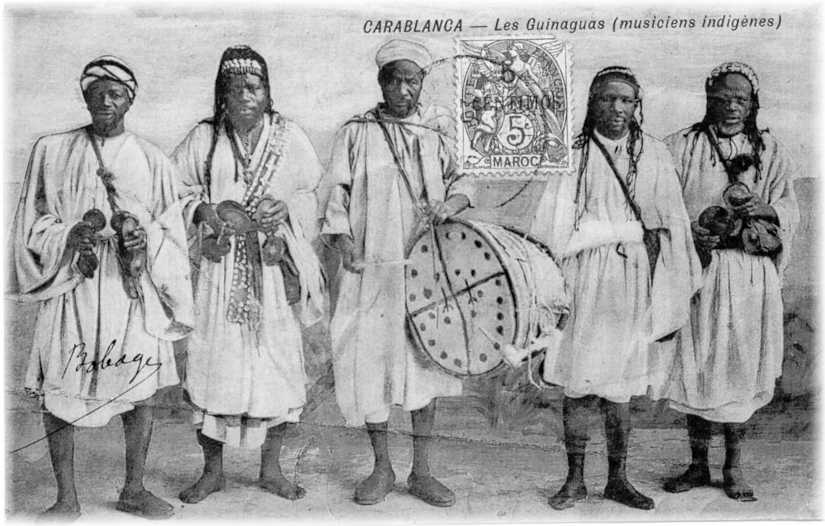
Muzycy Gnawa, lata 20. XX w.

Gnawa lub Gnaoua (arab. ‏غناوة‎) – grupa etniczna oraz religijne bractwo Sufi w Maroku. Gnawa są po części potomkami niewolników z Afryki Subsaharyjskiej lub czarnych Afrykanów, którzy przybyli w karawanach handlowych przemierzających Saharę.

## Etymologia
Nazwa zdaje się pochodzić od słowa aguinaw (lub agenaou, po arabsku: أݣناو), oznaczającego w dialekcie mieszkańców Sahary, Berberów „czarnego (człowieka)”. Z kolei język berberyjski przyjął to słowo od nazwy ważnego w XII w. miasta Gana leżącego w dzisiejszym zachodnim Mali. Po arabsku Gana to Ghana lub Jenna a w języku portugalskim i – później – francuskim Guinea lub Jenné.

## Historia
Członkowie tej grupy etnicznej najprawdopodobniej wywodzą się z rejonu Sahelu leżącego w Afryce Zachodniej i Centralnej. Mieszkańcy Sahelu od dawna utrzymywali intensywne kontakty handlowe i polityczne z państwami Maghrebu, szczególnie zaś z Algierią. Bardzo rozwinięty był handel złotem i niewolnikami.
W obiegowej opinii to marokańskiemu sułtanowi Ahmedowi Al Mansour Ad-Dahbi'emu przypisuje się sprowadzenie znacznej liczby jeńców i niewolników, którzy zapoczątkowali grupę etniczną zwaną później Gnawa. W roku 1591 zorganizował on wyprawę wojenną przeciwko Imperium Songhajskiemu. Znaczna ilość jeńców i niewolników miała według tradycji pochodzić z miasta Timbuktu. Jednakże historycy podkreślają, że handel złotem i niewolnikami odbywał się pomiędzy Magrebem i Afryką Subsaharyjską już całe stulecia przed al-Mansurem i raczej mało prawdopodobne, by to jedna wyprawa wojenna dała początek grupie etnicznej Gnawa.
Przyjąwszy islam, Gnawa kultywowali tradycję rytualnego posiadania wyrażaną poprzez taniec i praktyki mające na celu wzbudzić lęk.  Rytuał posiadania nazywany Jedba (arab.: جدبة), poprzedza noc (laila, Arabic: ليلة), podczas której muzyk-mistrz (maâlem, Arabic:  معلم) i jego trupa swą grą wprowadzają zebranych w odpowiednią ku obrzędowi atmosferę. Muzyka Gnawa to połączenie tradycyjnego Islamskiego Sufizmu i przedislamskich tradycji Maghrebu i Czarnej Afryki.
Wielu współczesnych badaczy muzyki zwraca uwagę na liczne podobieństwa między muzyką afroamerykańską, jak blues i muzyką taką, jak Gnawa czy suficka tariqa. Takie podobieństwa można także zauważyć analizując inne rodzaje silnie uduchowionej muzyki innych subsaharyjskich grup etnicznych, jak Bori w Nigerii, Stambouli w Tunezji, Sambani w Libii, Bilali w Algierii, a także w pozaafrykańskich religii: voodoo czy candomblé w Brazylii.

## Gnawa i muzyka
Mianem muzyków Gnawa określa się na ogół ludzi, którzy praktykują także rytuały uzdrawiania oparte na przedislamskich afrykańskich obrzędach animistycznych. W tradycji i kulturze marokańskiej muzycy Gnawa są postrzegani jako mistrzowie w magicznym usuwaniu skutków zatrucia jadem skorpiona i specjaliści leczeniu chorób o podłożu psychicznym. W swych praktykach uzdrawiających wykorzystują oni kolory, pobudzoną intensywnie wyobraźnię odwołującą się do wierzeń swej kultury, olejki eteryczne i pachnidła oraz odpowiednio modulowany lęk i strach.
Muzycy Gnawa grają głęboko hipnotyczne, transowe dźwięki, wyróżniające się nisko brzmiącymi, rytmicznymi melodiami zw. sintir. Wykorzystują śpiewny dialog z uczestnikami obrzędu/koncertu, klaskanie i cymbały zwane krakeb (l.mn.: karkaba). Ceremonie Gnawa wykorzystują muzykę i taniec do przywołania duchów świętych przodków, które mogą odpędzić zło, wyleczyć choroby o podłożu psychicznym czy zatrucie jadem skorpiona.
Muzyka Gnawa zdobyła na świecie szerokie uznanie i wzbudziła zainteresowanie artystów takich, jak: Bill Laswell, Randy Weston, Adam Rudolph, Robert Plant i Jimmy Page. Duże zasługi w popularyzowaniu muzyki Gnawa w świecie zachodnim ma artysta Hassan Hakmoun.
Centrum muzyki Gnawa jest Essaouira na południu Maroka. Co roku odbywa się tam międzynarodowy festiwal Gnaoua World Music Festival. W Marakeszu doroczny festiwal muzyki Gnawa odbywa się z sanktuarium Moulay Brahim w górach Atlasu.